# 大佐倉干拓
大佐倉干拓（おおざくらかんたく）は、千葉県佐倉市の大字。2017年10月31日現在の人口は0人。郵便番号285-0000。

## 地理
北は印西市平賀干拓、東は酒々井町印旛沼新田、南東は酒々井町酒々井、南は大佐倉、西は飯田干拓に隣接している。

## 小・中学校の学区
市立小・中学校に通う場合、学区は以下の通りとなる。
| 地域 | 小学校               | 中学校             |
| ---- | -------------------- | ------------------ |
| 全域 | 佐倉市立佐倉東小学校 | 佐倉市立佐倉中学校 |